# International Football Cup 1964/65
De vierde editie van de International Football Cup (later de Intertoto Cup) van 1964-65 werd gewonnen door Polonia Bytom, verliezend finalist van het jaar daarvoor. De club versloeg Lokomotive Leipzig in de finale, de eerste finale die (officieel) uit twee wedstrijden bestond.
Aan het toernooi deden vier clubs minder mee dan vorig jaar: 44. Voor het eerst deden clubs uit Griekenland en Bulgarije mee. Het toernooi werd beïnvloed door een beslissing van de UEFA. Die bepaalde dat clubs die meededen aan de Europa Cup I of Europa Cup II, na de zomer niet aan andere Europese competities mochten meedoen. Aangezien de groepswedstrijden in het reguliere seizoen waren, konden clubs daar wel aan meedoen. Clubs die nog in de Europa Cup I of II speelden, konden na de zomer niet aan de knock-out rondes meedoen en moesten uit het toernooi stappen. Sommige clubs konden een deel van het toernooi niet meedoen, stroomden later weer in en sloegen zo een ronde over.

## Groepsfase
De clubs werden ingedeeld in elf groepen van vier (twaalf was niet haalbaar). Deze werden geografisch verdeeld: A voor België, Nederland, Zwitserland en West-Duitsland; B voor Oostenrijk, Bulgarije, Tsjechoslowakije, Polen, Joegoslavië en één Zweedse club; en C voor Frankrijk, Griekenland, de resterende Zweedse clubs, twee extra clubs uit Joegoslavië en één extra club uit Tsjechoslowakije, Polen en West-Duitsland. De elf groepswinnaars stroomden door naar de knock-out rondes.

### Groep A1
| Team               | Ptn | Wed | W | G | V | DV | DT | DS |
| ------------------ | --- | --- | - | - | - | -- | -- | -- |
| 1. Hertha BSC      | 7   | 6   | 2 | 3 | 1 | 12 | 12 | 0  |
| 2. Feyenoord       | 6   | 6   | 2 | 2 | 2 | 9  | 7  | +2 |
| 3. Lausanne Sports | 6   | 6   | 1 | 4 | 1 | 14 | 14 | 0  |
| 4. Standard Luik   | 5   | 6   | 2 | 1 | 3 | 8  | 10 | -2 |

De heenwedstrijd Feyenoord vs. Standard Luik werd ook gerapporteerd als 1-0, maar de officiële uitslag is 2-0. De terugwedstrijd werd ook gerapporteerd als 0-4, maar de officiële uitslag is 0-3.

### Groep A2
| Team                      | Ptn | Wed | W | G | V | DV | DT | DS |
| ------------------------- | --- | --- | - | - | - | -- | -- | -- |
| 1. DWS Amsterdam          | 8   | 6   | 4 | 0 | 2 | 14 | 6  | +8 |
| 2. FC La Chaux-de-Fonds   | 7   | 6   | 3 | 1 | 2 | 9  | 10 | -1 |
| 3. Eintracht Braunschweig | 7   | 6   | 3 | 1 | 2 | 9  | 10 | -1 |
| 4. K. Beringen FC         | 2   | 6   | 1 | 0 | 5 | 11 | 17 | -6 |

### Groep A3
| Team                  | Ptn | Wed | W | G | V | DV | DT | DS  |
| --------------------- | --- | --- | - | - | - | -- | -- | --- |
| 1. FC Kaiserslautern  | 10  | 6   | 4 | 2 | 0 | 8  | 0  | +8  |
| 2. Sportclub Enschede | 7   | 6   | 2 | 3 | 1 | 11 | 7  | +4  |
| 3. R. Beerschot AC    | 6   | 6   | 1 | 4 | 1 | 5  | 5  | 0   |
| 4. FC Grenchen        | 1   | 6   | 0 | 1 | 5 | 3  | 15 | -12 |

### Groep A4
| Team                 | Ptn | Wed | W | G | V | DV | DT | DS |
| -------------------- | --- | --- | - | - | - | -- | -- | -- |
| 1. RFC de Liège      | 10  | 6   | 4 | 2 | 0 | 10 | 3  | +7 |
| 2. NAC Breda         | 8   | 6   | 3 | 2 | 1 | 17 | 8  | +9 |
| 3. BSC Young Boys    | 4   | 6   | 1 | 2 | 3 | 13 | 21 | -8 |
| 4. 1. FC Saarbrücken | 2   | 6   | 0 | 2 | 4 | 6  | 14 | -8 |

De wedstrijd tussen Standard Luik en Saarbrücken is ook gerapporteerd als 2-0, maar de officiële uitslag is 3-0.

### Groep B1
| Team                  | Ptn | Wed | W | G | V | DV | DT | DS |
| --------------------- | --- | --- | - | - | - | -- | -- | -- |
| 1. SC Leipzig         | 9   | 6   | 4 | 1 | 1 | 15 | 10 | +5 |
| 2. Vojvodina Novi Sad | 6   | 6   | 2 | 2 | 2 | 17 | 15 | +2 |
| 3. Jednota Trenčín    | 6   | 6   | 3 | 0 | 3 | 14 | 12 | +2 |
| 4. First Vienna FC    | 3   | 6   | 1 | 1 | 4 | 8  | 17 | -9 |

### Groep B2
| Team                | Ptn | Wed | W | G | V | DV | DT | DS |
| ------------------- | --- | --- | - | - | - | -- | -- | -- |
| 1. Empor Rostock    | 8   | 6   | 4 | 0 | 2 | 13 | 11 | +2 |
| 2. Gwardia Warschau | 6   | 6   | 3 | 0 | 3 | 14 | 19 | -5 |
| 3. IFK Norrköping   | 5   | 6   | 2 | 1 | 3 | 12 | 10 | +2 |
| 4. Radnički Niš     | 5   | 6   | 2 | 1 | 3 | 13 | 12 | +1 |

### Groep B3
| Team                   | Ptn | Wed | W | G | V | DV | DT | DS |
| ---------------------- | --- | --- | - | - | - | -- | -- | -- |
| 1. Szombierki Bytom    | 8   | 6   | 4 | 0 | 2 | 13 | 9  | +4 |
| 2. VSS Košice          | 8   | 6   | 3 | 2 | 1 | 11 | 8  | +3 |
| 3. ZSK Vorwärts Berlin | 5   | 6   | 2 | 1 | 3 | 5  | 9  | -4 |
| 4. Wiener Sportclub    | 3   | 6   | 1 | 1 | 4 | 10 | 13 | -3 |

### Groep B4
| Team                   | Ptn | Wed | W | G | V | DV | DT | DS  |
| ---------------------- | --- | --- | - | - | - | -- | -- | --- |
| 1. SC Karl-Marx-Stadt  | 8   | 6   | 3 | 2 | 1 | 12 | 6  | +6  |
| 2. 1. FC Tatran Prešov | 7   | 6   | 2 | 3 | 1 | 12 | 8  | +4  |
| 3. Odra Opole          | 6   | 6   | 2 | 2 | 2 | 6  | 6  | 0   |
| 4. Spartak Pleven      | 3   | 6   | 0 | 3 | 3 | 6  | 16 | -10 |

### Groep C1
| Team                               | Ptn | Wed | W | G | V | DV | DT | DS  |
| ---------------------------------- | --- | --- | - | - | - | -- | -- | --- |
| 1. Malmö FF                        | 10  | 6   | 4 | 2 | 0 | 18 | 5  | +13 |
| 2. Toulouse FC                     | 7   | 6   | 3 | 1 | 2 | 12 | 11 | +1  |
| 3. NK Dinamo Zagreb                | 4   | 6   | 2 | 0 | 4 | 10 | 12 | -2  |
| 4. Olympiakos Piraeus en Panionios | 3   | 6   | 0 | 3 | 3 | 6  | 16 | -10 |

Olympiacos speelde twee wedstrijden (tegen Zagreb uit en Toulouse thuis). Daarna werd hun positie overgenomen door Panionios. Hoewel Toulouse een 3-0-overwinning tegen Olympiakos/Panionios cadeau kreeg, werd ook gerapporteerd dat de wedstrijd wél gespeeld was en eindigde in 5-0.
De wedstrijd Zagreb vs. Olympiakos werd ook gerapporteerd als 4-0, maar de officiële uitslag is 5-0. De wedstrijd Olympiakos vs. Toulouse werd ook gerapporteerd als 2-4, maar de officiële uitslag is 2-3.

### Groep C2
| Team                      | Ptn | Wed | W | G | V | DV | DT | DS  |
| ------------------------- | --- | --- | - | - | - | -- | -- | --- |
| 1. RH Slovnaft Bratislava | 9   | 6   | 4 | 1 | 1 | 19 | 6  | +13 |
| 2. AIK Solna              | 6   | 6   | 3 | 0 | 3 | 11 | 15 | -4  |
| 3. FK Sarajevo            | 5   | 6   | 2 | 1 | 3 | 11 | 6  | +5  |
| 4. FC Angers              | 4   | 6   | 2 | 0 | 4 | 5  | 19 | -14 |

### Groep C3
| Team             | Ptn | Wed | W | G | V | DV | DT | DS  |
| ---------------- | --- | --- | - | - | - | -- | -- | --- |
| 1. Polonia Bytom | 7   | 6   | 3 | 1 | 2 | 18 | 6  | +12 |
| 2. RC Lens       | 7   | 6   | 3 | 1 | 2 | 15 | 9  | +6  |
| 3. FC Schalke 04 | 7   | 6   | 3 | 1 | 2 | 10 | 12 | -2  |
| 4. Degerfors IF  | 3   | 6   | 1 | 1 | 4 | 4  | 20 | -16 |

## Eerste ronde
- DWS Amsterdam en Malmö FF mochten deze ronde overslaan, omdat ze nog meededen in de Europcup I. Ze mochten deze ronde niet spelen na de zomerstop.
- Voor de resterende negen ploegen werd geloot. Zes ploegen speelden deze ronde een dubbele wedstrijd. Hertha BSC Berlin, SC Leipzig en Polonia Bytom mochten deze ronde overslaan. Dit systeem verving dat van het voorgaande jaar, waarin de 'beste verliezers' van deze ronde alsnog doorstroomden.

| Team 1            | Tot. | Team 2                 | 1e wedstr. | 2e wedstr. |
| ----------------- | ---- | ---------------------- | ---------- | ---------- |
| FC Kaiserslautern | 2-4  | RH Slovnaft Bratislava | 1-1        | 1-3        |
| RFC de Liège      | 1-0  | Szombierki Bytom       | 0-0        | 1-0        |
| Empor Rostock     | 1-2  | SC Karl-Marx-Stadt     | 0-1        | 1-1        |

## Kwartfinales
- Malmö FF was aan het begin van deze ronde uitgeschakeld in de Europcup I en stroomde daarom opnieuw in, in dit toernooi. DWS Amsterdam speelde nog mee in de Europacup I en werd daardoor uit dit toernooi gezet.
- Hierdoor bleven er zeven clubs over. Een van deze clubs mocht de kwartfinale (door loting) overslaan: RFC de Liège.

| Team 1             | Tot. | Team 2                 | 1e wedstr. | 2e wedstr. |
| ------------------ | ---- | ---------------------- | ---------- | ---------- |
| Hertha BSC Berlin  | 5-2  | RH Slovnaft Bratislava | 5-0        | 0-2        |
| SC Leipzig         | 5-2  | Malmö FF               | 4-1        | 1-1        |
| SC Karl-Marx-Stadt | 3-4  | Polonia Bytom          | 2-0        | 1-4        |

## Halve finales
| Team 1            | Tot. | Team 2        | 1e wedstr. | 2e wedstr. |
| ----------------- | ---- | ------------- | ---------- | ---------- |
| Hertha BSC Berlin | 1-8  | SC Leipzig    | 1-4        | 0-4        |
| RFC de Liège      | 2-3  | Polonia Bytom | 1-0        | 1-3        |

De wedstrijd Leipzig vs. Hertha BSC is ook gerapporteerd als 4-0 4-1 en 4-1 4-0, met een eerste wedstrijd in Leipzig. De officiële uitslag is 1-4 0-4, met een eerste wedstrijd in Berlijn.

## Finale
De finalewedstrijden werden gespeeld op 9 en 16 juni 1965, bijna een jaar na de groepswedstrijden en kort voor de volgende editie van het toernooi.
| Team 1     | Tot. | Team 2        | 1e wedstr. | 2e wedstr. |
| ---------- | ---- | ------------- | ---------- | ---------- |
| SC Leipzig | 4-5  | Polonia Bytom | 3-0        | 1-5        |